# Game Boy Advance SP
Game Boy Advance SP (jap. ゲームボーイアドバンスSP Gēmu Bōi Adobansu Esupī) – przenośna konsola gier wideo wydana w 2003 roku przez Nintendo, będąca specjalną wersją konsoli Game Boy Advance. Oferowała ona mniejszą obudowę niż w pierwowzorze, a także zawierała akumulator litowo-jonowy i podświetlany ekran. W 2006 roku wprowadzono ulepszoną wersję pod nazwą SP2 (model AGS-101), która posiadała ekran podświetlany od tyłu (pierwsza wersja konsoli posiadała ekran podświetlany od dołu). Możliwa była także zmiana jasności ekranu (w poprzedniku całkowite wyłączenie podświetlenia).

Logo konsoli

Game Boy Advance SP odniósł sukces komercyjny, osiągając sprzedaż wynoszącą 43,52 miliona sztuk do 2008 roku.

## Dane techniczne
Specyfikacja konsoli:
- Procesor: 32 bitowy ARM
- Pamięć: 32 KB WRAM + 96 KB VRAM + 256 KB WRAM
- Wyświetlacz: ciekłokrystaliczny, kolorowy TFT
- Rozmiar wyświetlacza: 40.8 mm × 61.2 mm
- Rozdzielczość: 240 × 160 pikseli
- Paleta: 32 768 kolorów
- Zasilanie: akumulator litowo-jonowy (ładowarka w komplecie z konsolą), działający 10 godzin z podświetleniem i 18 bez podświetlenia
- Wymiary: 82 mm (szerokość) × 24 mm (wysokość) × 84,6 mm (długość)